# Abdourahamane Tiani

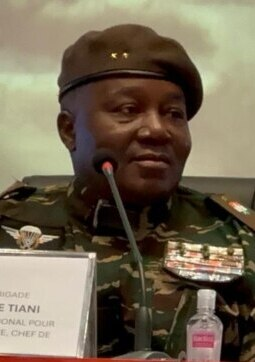
Abdourahamane Tiani (2025)

Abdourahamane Tiani (arabisch عبد الرحمن تشياني ‘Abd ar-Rahman Tschiyānī; * 1. Januar 1964 in Toukounous; Vorname alternativ Omar, Nachname auch Tchani und Tchiani geschrieben) ist ein nigrischer Armeegeneral. Der Karrieresoldat leitete seit 2011 die Präsidentengarde Nigers. Er setzte beim Militärputsch in Niger 2023 den Staatspräsidenten Mohamed Bazoum ab und ernannte sich selbst zum Staatschef und Leiter der Militärjunta Nationaler Rat für den Schutz des Vaterlandes.

## Lebenslauf

### Herkunft und frühe Jahre
Abdourahamane Tiani gehört der ethnischen Gruppe der Hausa an, die die relative Mehrheit im Land stellt. Er wurde im Dorf Toukounous im Westen Nigers geboren, das vor allem für seine in den 1950er Jahren etablierte staatliche Viehzuchtstation bekannt ist, in der Zebus unter den Bedingungen der Sahelzone herangezogen werden.
Tiani besuchte die Grundschule in seinem Geburtsdorf und die Mittelschule Collège d’Enseignement Général in der nahegelegenen Stadt Filingué. Er setzte seine Schulausbildung in zwei renommierten Mittelschulen in der Hauptstadt Niamey fort, dem Lycée Issa Korombé und dem Lycée Kassaï, das er 1984 mit dem Baccalauréat abschloss.

### Militärische Laufbahn
Abdourahamane Tiani wurde 1985 Soldat bei den Streitkräften Nigers. Er erhielt 1986 die Dienstgrade eines Korporals und eines Sergeants. Bis 1990 wurde er als Ausbildner im Militärlager Tondibiah eingesetzt. Er wurde 1991 Unterleutnant und 1993 Leutnant. Von 1992 bis 1994 arbeitete er als Ausbildner im militärischen Ausbildungszentrum von Agadez.
Tiani war ab 1994 abwechselnd der 324. motorisierten Sahara-Kompanie in N’Gourti und der 325. motorisierten Sahara-Kompanie in N’Guigmi zugeteilt. Ab 1997 im Rang eines Hauptmanns stehend, wurde er 1998 Sportoffizier der Streitkräfte. Er kommandierte 2001 eine Einheit der Füsiliere der Luftstreitkräfte und 2002 eine Einheit der 246. motorisierten Sahara-Kompanie in Dirkou. Im selben Jahr wurde er Major. Von 2003 bis 2005 kommandierte Tiani das 32. teilstreitkräftegemeinsame Bataillon in Zinder und 2006 das 22. teilstreitkräftegemeinsame Bataillon in Agadez. Er wurde 2007 zum Oberstleutnant erhoben und stellvertretender Offizier des Kommandanten der militärischen Ausbildungseinrichtungen. Er übernahm 2008 die Leitung des Operationszentrums des Generalstabs und wurde 2009 stellvertretender Offizier im Operationsbüro des Generalstabs. Seine militärische Laufbahn erreichte 2010 einen vorläufigen Höhepunkt, als er 2010 zum Kommandanten der Verteidigungszone Nr. 3 in Zinder ernannt wurde.
Tiani war an mehreren Auslandseinsätzen beteiligt. Er arbeitete als Bataillonskommandeur bei der Mission der Westafrikanischen Wirtschaftsgemeinschaft in der Elfenbeinküste und der Operation der Vereinten Nationen in der Elfenbeinküste. An der Mission der Vereinten Nationen für die Stabilisierung in der Demokratischen Republik Kongo war er als Militärbeobachter beteiligt. Im Zuge dessen war er 2006 als für die Entwaffnung, Demobilisierung und gesellschaftliche Wiedereingliederung verantwortlicher Offizier in Bunia tätig. Er wirkte als Verbindungsoffizier beim Hybriden Einsatz der Afrikanischen Union und der Vereinten Nationen in Darfur und kommandierte das nigrische Truppenkontingent der Multinational Joint Task Force in Baga. Im Laufe seiner Karriere absolvierte Tiani eine Reihe von militärischen Fortbildungen in Frankreich, Mali, Marokko, Senegal und den Vereinigten Staaten.
Als Mahamadou Issoufou 2011 Staatspräsident Nigers wurde, übergab er Abdourahamane Tiani das Kommando der Präsidentengarde. Unter Issoufou erreichte Tiani 2012 den Dienstgrad eines Oberst und 2018 den Dienstgrad eines Brigadegenerals. Er galt als langjähriger Verbündeter des Präsidenten. Issoufous Nachfolger Mohamed Bazoum behielt Tiani 2021 auf seinem Posten. Anlässlich der Amtseinführung Bazoums und dann nochmals 2022 schlug die Präsidentengarde unter Tiani zwei Putschversuche nieder. Das Verhältnis von Tiani zu Bazoum galt als distanzierter als zu Issoufou. In den Wochen vor dem Militärputsch von 2023 kamen Gerüchte auf, dass Bazoum Tiani in den Ruhestand versetzen wolle.

### Seit dem Militärputsch von 2023
Am 26. Juli 2023 führte Tiani die Präsidentengarde an, um Bazoum im Rahmen eines Staatsstreichs festzunehmen, bei dem er laut Analysten versuchte, Bazoum von seinem Posten zu entheben. Während der Ereignisse trat er nicht öffentlich auf.
Am 28. Juli erklärte sich Tiani in einer Ansprache im staatlichen Fernsehen zum Präsidenten des Nationalen Rates für den Schutz des Vaterlandes. Er sagte, der Staatsstreich sei unternommen worden, um „den allmählichen und unvermeidlichen Untergang“ des Landes zu verhindern, und erklärte, Bazoum habe versucht, „die harte Realität“ des Landes zu verbergen, das er als „einen Haufen von Toten, Vertriebenen, Demütigung und Frustration“ bezeichnete. Er kritisierte auch die Sicherheitsstrategie der Regierung für ihre angebliche Ineffektivität, nannte aber zunächst keinen Zeitplan für die Rückkehr zur Zivilregierung.

## Privates
Abdourahamane Tiani ist mit Sabira Issa verheiratet. Er hat fünf Kinder.

## Auszeichnungen und Ehrungen
- Ritter (2004), Offizier (2010), Kommandeur (2018) und Großoffizier (2021) des Nationalordens Nigers
- Offizier des Verdienstordens Nigers (2001)
- Tapferkeitskreuz Nigers mit Stern (2002) und mit Palme (2021)
- Nationale Verteidigungsmedaille Frankreichs in Gold (2004)
- UN-Medaillen in der Elfenbeinküste (2004), der Demokratischen Republik Kongo (2006) und Darfur (2008)[2]